# Даланн, Йеспер
Йеспер Норманн Даланн (норв. Jesper Normann Daland; род. 6 января 2000, Кристиансанн, Вест-Агдер) — норвежский футболист, защитник клуба «Кардифф Сити».

## Клубная карьера
Является воспитанником «Вигёра». В его составе выступал за юношеские команды различных возрастов. 5 мая 2015 года в возрасте 15 лет дебютировал за основной состав клуба в третьем норвежском дивизионе. В домашней встрече с третьей командой «Одда» он вышел на замену на 30-й минуте встречи. В первом сезоне провёл 7 игр. 15 июня 2016 года забил свой первый мяч в карьере, открыв счёт в гостевой встрече с «Раннесунном». По итогам года был признан лучшим молодым игроком в составе «Вигёра».
Летом 2016 года подписал соглашение со «Стабеком», где играл за юношеские команды и второй состав, выступавший во втором дивизионе. Дебютировал в составе второй команды 19 сентября в домашней игре с «Му». Даланн вышел в стартовом составе и на 13-й минуте срезал мяч в свои ворота, что не помешало его команде разгромно победить со счётом 7:2. По итогам сезона «Стабек 2» занял 11-е место в турнирной таблице и вылетел в третий дивизион, который через год выиграл и вернулся во второй. Даланн провёл в команде два с половиной сезона. За это время он принял участие в 36 играх и забил 1 мяч.
24 января 2019 года подписал трёхлетний контракт со «Стартом». 29 апреля дебютировал за вторую команду клуба в матче третьего дивизиона с «Мадлой», когда он вышел в стартовом составе и был заменён на 79-й минуте. 12 мая впервые попал в заявку основной команды, но на поле так и не появился. В середине мая 2019 года получил травму и выбыл до конца сезона, по итогам которого «Старт» занял третье место в турнирной таблице и по итогам стыковых встреч вышел в элитный дивизион. Даланн дебютировал в чемпионате Норвегии 17 июня 2020 года в матче первого тура нового сезона со «Стрёмсгодсетом». В следующей игре с «Саннефьордом» Даланн забил первый мяч в высшем дивизионе, выведя свою команду вперёд, однако, встреча завершилась результативной ничьей 2:2. 3 июля полузащитник и клуб подписали новое трёхлетнее соглашение. По итогам сезона Даланн принял участие во всех 30 матчах чемпионата. «Старт» занял последнее место в турнирной таблице и покинул Элитсерию.
13 мая 2021 года перешёл в бельгийский «Серкль Брюгге», подписав с командой контракт на четыре года.

## Карьера в сборной
В 2017 году в составе юношеской сборной Норвегии принимал участие в юношеском чемпионате Европы. На турнире принял участие в одном матче с Украиной, выйдя на замену в компенсированное к основному времени матча время.
4 сентября 2020 года дебютировал в молодёжной сборной в отборочной игре чемпионата Европы с Гибралтаром. Даланн вышел во втором тайме вместо Лео Эстигора.
В августе 2023 года Даланн впервые был вызван в сборную Норвегии главным тренером Столе Сольбаккеным.

## Клубная статистика
| Выступление      | Выступление      | Выступление      | Лига | Лига | Кубки | Кубки | Итого | Итого |
| Клуб             | Лига             | Сезон            | Игры | Голы | Игры  | Голы  | Игры  | Голы  |
| ---------------- | ---------------- | ---------------- | ---- | ---- | ----- | ----- | ----- | ----- |
| Вигёр            | Третий дивизион  | 2015             | 7    | 0    | —     | —     | 7     | 0     |
| Вигёр            | Третий дивизион  | 2016             | 10   | 1    | —     | —     | 10    | 1     |
| Вигёр            | Итого            | Итого            | 17   | 1    | —     | —     | 17    | 1     |
| → Стабек 2       | Второй дивизион  | 2016             | 3    | 0    | —     | —     | 3     | 0     |
| → Стабек 2       | Третий дивизион  | 2017             | 14   | 1    | —     | —     | 14    | 1     |
| → Стабек 2       | Второй дивизион  | 2018             | 19   | 0    | —     | —     | 19    | 0     |
| → Стабек 2       | Итого            | Итого            | 36   | 1    | —     | —     | 36    | 1     |
| Старт            | Элитсерия        | 2020             | 30   | 1    | —     | —     | 30    | 1     |
| Старт            | Итого            | Итого            | 30   | 1    | —     | —     | 30    | 1     |
| → Старт 2        | Третий дивизион  | 2019             | 5    | 0    | —     | —     | 5     | 0     |
| → Старт 2        | Итого            | Итого            | 5    | 0    | —     | —     | 5     | 0     |
| Серкль Брюгге    | Лига Жюпиле      | 2021/22          | 32   | 2    | 1     | 0     | 33    | 2     |
| Серкль Брюгге    | Лига Жюпиле      | 2022/23          | 37   | 1    | 2     | 0     | 39    | 1     |
| Серкль Брюгге    | Лига Жюпиле      | 2023/24          | 34   | 0    | 1     | 0     | 35    | 0     |
| Серкль Брюгге    | Итого            | Итого            | 103  | 3    | 4     | 0     | 107   | 3     |
| Всего за карьеру | Всего за карьеру | Всего за карьеру | 191  | 6    | 4     | 0     | 195   | 6     |